# Lomelosia albocincta
Lomelosia albocincta ist eine Pflanzenart aus der Gattung Lomelosia in der Unterfamilie der Kardengewächse (Dipsacoideae).

## Merkmale
Lomelosia albocincta ist ein Strauch, der Wuchshöhen von 20 bis 40 Zentimeter erreicht. Die Blätter sind breit elliptisch und mit Haaren bedeckt. Diese sind gerade, gleichförmig und fast borstig. Auf der Oberfläche sind sie locker verteilt und mittellang, am Rand sehr dicht, verlängert und eine weiße Linie bildend. Der Schaft ist kräftig und locker rückwärts anliegend behaart; die Haare sind ungleich lang. Die Kelchborsten überragen den mehr oder weniger schmalen Saum des Außenkelches weit.
Die Blütezeit reicht von August bis Oktober.
Die Chromosomenzahl beträgt 2n = 18.

## Vorkommen
Lomelosia albocincta kommt nur in West- und Zentral-Kreta vor. Die Art wächst auf Kalkfelswänden in Höhenlagen von 0 bis 1500 Meter.

## Taxonomie
Diese Art wurde 1967 unter dem Namen (Basionym) Scabiosa albocincta Greuter erstbeschrieben.